# 勃起
勃起 （臨床名詞陰莖勃起）是一種生理現象，當中陰莖海綿體空腔會充血，使陰莖胀大且變得堅挺。它是神經、血管等一系列複雜因素配合後所出現的結果，且常跟性興奮或性吸引有關，不過也有可能自發性地出現。在自然界中能夠勃起的生物包括哺乳動物、鱷魚、海龜、某些鳥類。另外，乳頭、陰蒂在性反應不同階段出現的脹大堅挺的現象，則被稱為乳頭勃起、陰蒂勃起。
從生理學角度而言，勃起是因血管和神經的機制而生。其由副交感神經（自主神經系統的一部分）所引起，它會使血管舒張劑——一氧化氮於陰莖小樑动脉和平滑肌內的濃度上升。动脉舒張會令陰莖海綿體和尿道海綿體充血，不過後者的充血程度相對較低；同時坐骨海綿體肌和球海綿體肌會壓迫陰莖海綿體静脉，限制血液流出。當副交感神經活動消退至日常狀態時，陰莖勃起程度就會消退。人類的勃起相對於其他動物更為依賴第二信號系統，它會在沒有對性感帶進行物理刺激的情況下引發勃起。
半勃起指輕微充血，有時會用於形容陰莖出現了勃起，但並不是完全勃起時的堅硬狀態或尚未勃起的陰莖一般呈柔軟狀態。早晨剛起床發生晨勃也是很正常的事。

## 生理學
勃起可以自發性地產生，也可以因反射或心理反應而產生。因物理刺激而生的勃起稱為反射性勃起；由色情物或情感刺激所引起的勃起稱為心因性勃起。無意識的勃起稱為自發性勃起，它主要在睡眠期間發生。在正常的性活動中所產生的勃起為反射和心理機制的共同參與所致。針對下肢癱瘓患者的研究表明，上述兩種機制可獨立運作。在大多數健康男性中，勃起可在沒有觸覺刺激的情況下只經由幻想產生。 

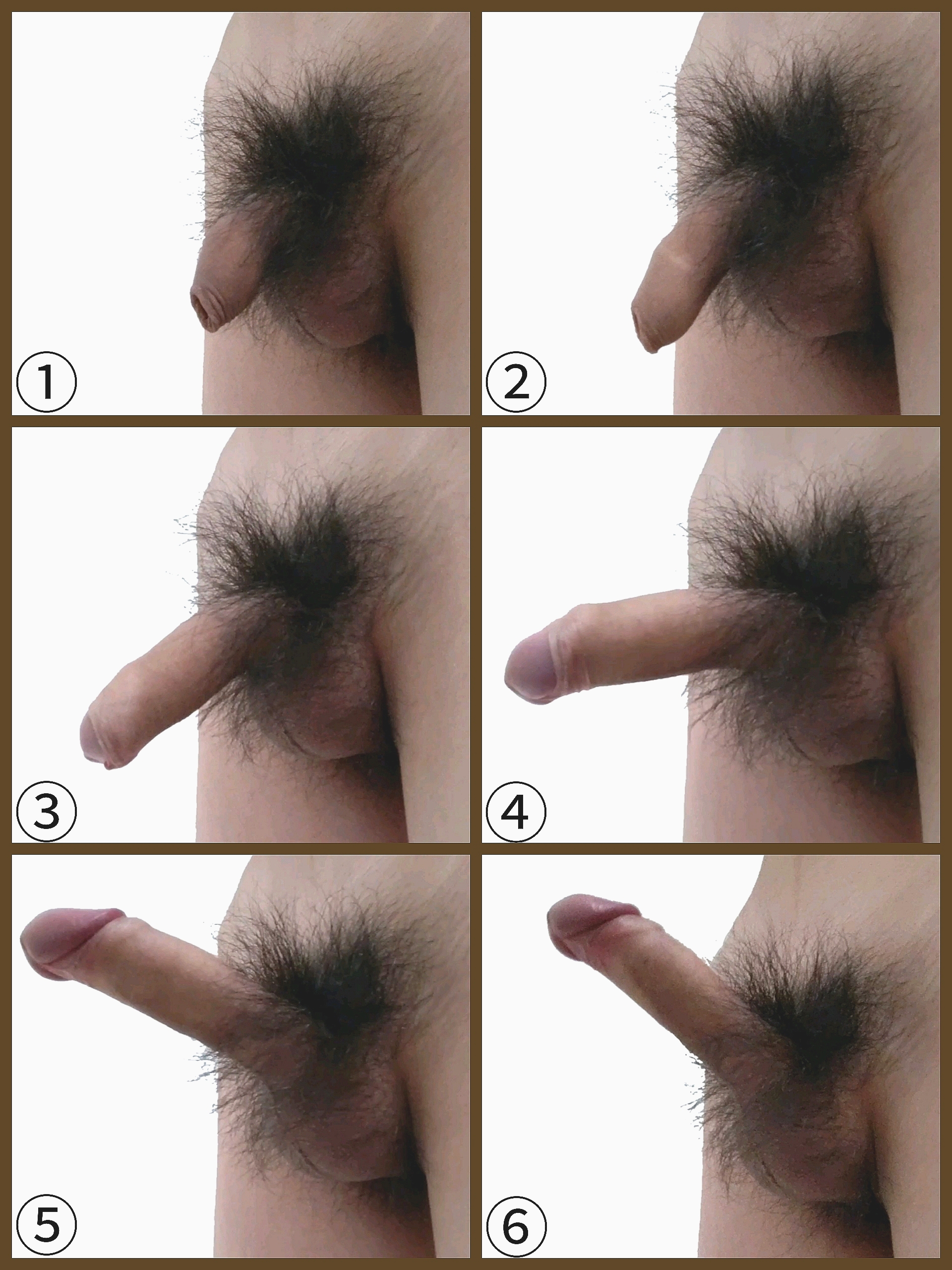
人類陰莖的勃起過程

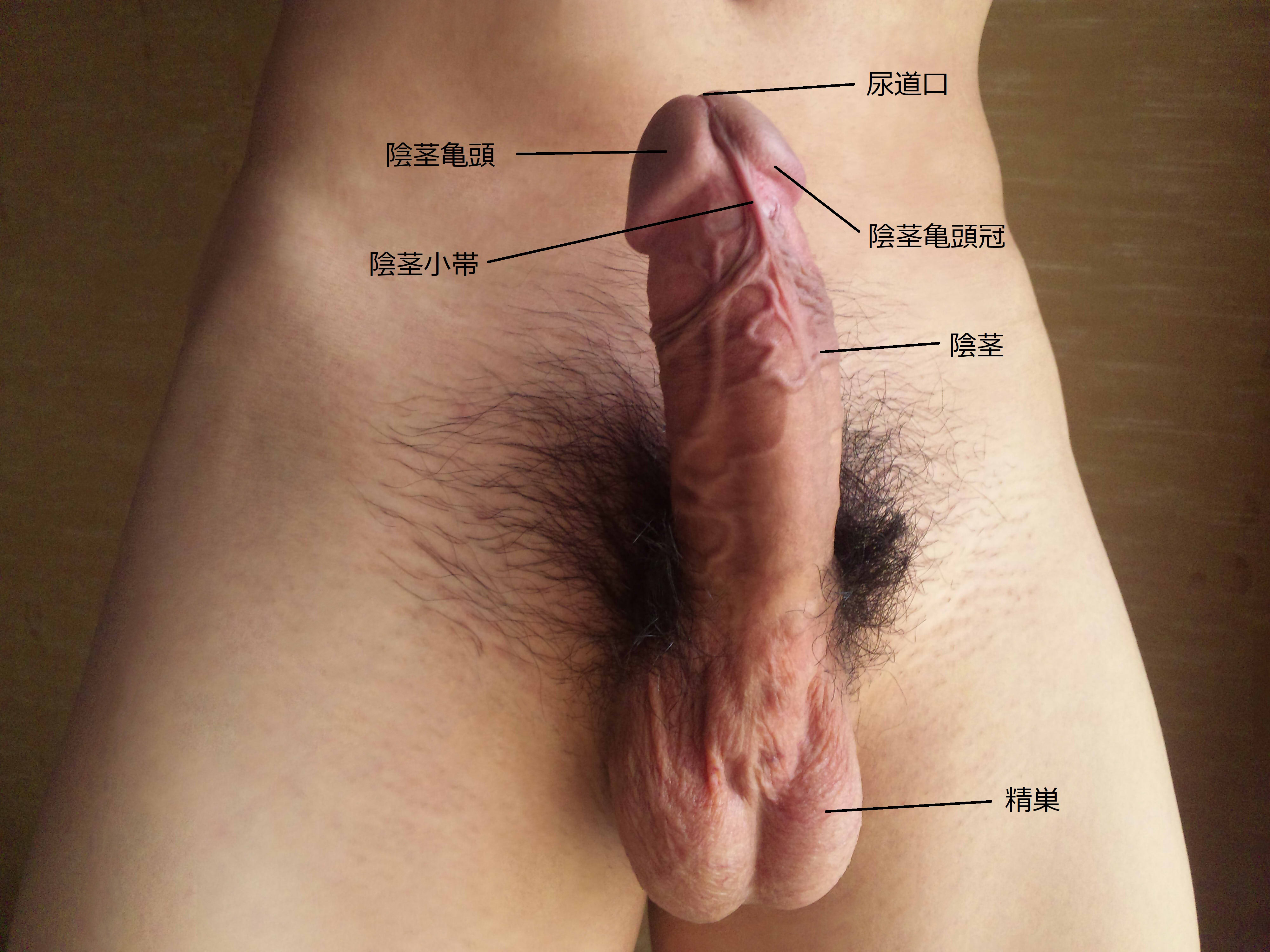
勃起陰莖的構造

在勃起過程中，陰莖內兩個呈管状的海綿體扮演了關鍵的角色，它們會在勃起時充血，並影響陰莖勃起後的長度。上述過程可能是生理刺激（性刺激）之結果。位於兩個陰莖海綿體之下的管状海綿體為尿道海綿體，其包覆著尿道。在排尿和射精時，尿液和精液會分別經由尿道排出。尿道海綿體在勃起時也可能會充血，不過其程度不及陰莖海綿體。
阴囊可能會在勃起時收縮、拉緊。包皮一般會在勃起時漸漸地縮回，露出龜頭，而一些男性會在勃起前就把包皮拉開。

## 勃起的種類

### 反射性勃起
反射性勃起是指經由對陰莖進行物理刺激而產生的勃起。該些物理刺激直接作用於陰莖的神經末梢，然後該些神經把感覺傳遞到脊髓。反射性勃起在本質上是不隨意的。
陰莖在受到刺激時，自律神經系統的兩個部分之一——副交感神经便會使其勃起，此外中樞神經系統也會參與此過程。副交感神經分支會從薦神經叢延伸至運送血液到勃起組織的动脉：在受到刺激時該些神經分支會分泌乙酰胆碱，繼使陰莖小樑動脈的內皮細胞分泌一氧化氮。一氧化氮擴散到動脈的平滑肌（也可稱為「小樑平滑肌」），使平滑肌舒張，誘使陰莖海綿體和尿道海綿體的空腔充血，並出現勃起。同時坐骨海綿體肌和球海綿體肌會壓迫陰莖海綿體的靜脈，限制血液流出。 當副交感神經活動消退至日常狀態時，陰莖的勃起程度就會消退：在過程中交感神经的活動會使陰莖動脈和海綿體竇隙收縮，迫使血液透過相關靜脈流出勃起組織，參與在其中的靜脈包括一條阴莖背深静脉、兩條海綿體靜脈、四條位於管狀筋膜及白膜之間的动脉旁静脉。靜脈的血液流速會控制陰莖勃起後的硬度，它會影響陰莖海綿體和尿道海綿體所受的壓力，以至陰莖勃起後的整體形態。
在射精或停止刺激後，陰莖的勃起便會消退，但消退至完全疲軟狀態的耗時因其長度和硬度因人而異。

### 心因性勃起
心因性勃起由大腦的邊緣系統控制。這種勃起可由性幻想或感官刺激所引起，會使大腦中樞處於興奮狀態的刺激各式各樣，其中包括：
- 聽覺刺激：帶性意味的話語、音樂、氣息；
- 嗅覺刺激：香水、肌膚及頭髮的氣味；
- 味覺刺激：唾液或生殖器分泌物的味道、食物；
- 觸覺刺激：身體接觸、撫觸、按摩；
- 想像：夢境、幻想、回憶；
- 視覺刺激：別人的裸體[29][20]。

這些心因性刺激可以使人和動物產生勃起，繼而發生性行為。人類的心因性勃起相對於其他動物更為依賴第二信號系統，它會在沒有對性感帶進行物理刺激的情況下引發勃起。對於智人男性而言，性喚起不僅取決於實際刺激（視覺、触覺、氣味），還取決於記憶、思想、幻想等心理刺激。一般來說，男性對女性性器官的性反應，較女性對男性性器官的性反應為大。

### 自發性勃起
自發性勃起主要發生在無意識的情況下，其通常在睡眠期間發生。自發性勃起是一種正常現象，可出現在不同年齡的人身上，甚至在子宮內成長期間就可以出現。但若它在公眾場所等當事人不希望發生的場合下發生，其便可能會感到尷尬。自發性勃起可在一天內任何時間發生，並可能會使褲襠出現凸起。這種情況可透過穿著貼身的內褲或寬鬆的衣服來掩饰。

### 夜間陰莖勃起
陰莖可在睡眠中或剛睡醒時勃起。這一現像在醫學上稱為夜間陰莖勃起（俗稱晨勃）。所有沒有勃起障礙的男性都有經歷過晨間勃起，一般來說一晚會經過三到五次，特別是快速動眼睡眠（REM sleep）期間。在女性中則可能會出現夜間陰道潤滑及夜間陰蒂勃起。

### 女性生理

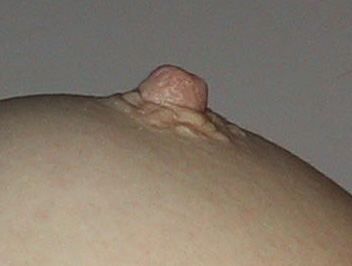
乳頭勃起

在興奮期期間，女性的整個性器官會充血，陰道壁的體積明顯增加。陰蒂頭的大小也會增加，但由於它的體積小，所以難以察覺相關變化。女性的勃起基本不會像男性般明顯。在性喚起以及排卵階段，乳頭的勃起性及敏感性會增加。乳頭勃起是由於內部的肌纖維收縮所致，跟充血無關。在強烈的性興奮期間，女性陰道會分泌陰道分泌液至外陰，男性的尿道則會排出尿道球腺液；陰道分泌液有助潤滑陰道，減低接合時女性感到痛楚的機會。
乳頭勃起基本上有三種原因。在哺餵母乳時，乳頭會達到勃起的狀態。而一些哺乳动物在雌雄交配時，乳頭勃起是性行為初期生理反應之一，這些都是催生素所致。乳頭勃起亦可能是因為環境溫度突降所致，與性並沒有關係。
任何性別的人都能乳頭勃起。

## 人際性意願層面

### 社會
在許多情況下，勃起能反映當事人是否處於性興奮狀態； 此外它也是男性能夠進行性交的前設。
勃起可出現於兒童和嬰兒的陰莖上，甚至胎兒也能夠勃起；同樣不少新生女嬰會出現陰道濕潤和陰蒂勃起的情況。 到了青春期期間，勃起會發生得較為頻密。一些政府和法院會利用陰莖阻抗血流圖儀來測量反映被測量者性偏好的陰莖勃起程度。勃起陰莖恐懼症有時會用於代指對勃起的陰莖之異常厭惡。

### 尺寸

陰莖尺寸的分佈值

陰莖疲軟時的尺寸不一定跟勃起時的尺寸相對應。一些疲軟時相對較小的陰莖在勃起後的尺寸增長幅度會較大，而一些疲軟時相對較大的陰莖在勃起後的尺寸增長幅度會較小。
也有人的陰莖勃起和疲軟時分別不大。
男性陰莖、陰囊在青春期時大幅發育， 陰毛、腋毛、鬍子相繼長出。 陰莖由兒童尺寸（約三至四公分）大幅增長至成人尺寸（七至十八公分），同時陰囊、陰莖的表皮顏色變深，龜頭也會外露，不再被包皮覆蓋。
一旦過了青春期，陰莖在勃起後的尺寸就不會再有明显的增減。儘管陰莖增長術可能增加其尺寸，相關成效仍有爭議。根據一項研究，大部分接受了該手術的男性皆對效果表示「不滿意」。
一項針對陰莖尺寸的研究先找來15,521名男性，然後由健康專業人士量度他們的阴茎尺寸，從此得出結論：陰莖勃起時的平均長度為13.12公分，平均周徑為11.66公分。

### 角度
雖然許多陰莖在勃起後皆會指向上方，但也會有垂直向上或向下、向正前方偏左或偏右等等的情況，大多數的此類情況都是正常的。勃起後陰莖的形狀也有很多變化，有的為直管狀，也有向上、向下、向左、向右彎曲的。 
下方圖表顯示成年男性在各種勃起角度分佈的百分比，0度指陰莖貼緊腹部，90度是陰莖向前指，180度則為朝向腳。向上指是當中最為常見的。
| 角度（單位:度） | 百分比% |
| --------------- | ------- |
| 0–30            | 5       |
| 30–60           | 30      |
| 60–85           | 31      |
| 85–95           | 10      |
| 95–120          | 20      |
| 120–180         | 5       |

## 文化
勃起又俗稱搭帳篷、升旗；臺灣俗稱起磅、起歹或起秋（起丘）；香港俗稱扯旗。

## 疾病

### 勃起功能障碍
勃起功能障碍為男性性功能障礙的一種，其特徵在於陰莖在性行為期間無法勃起或維持勃起。 醫學中對勃起功能障礙的研究隸屬泌尿外科的分支——男科學之下。
勃起功能障礙的成因可分為生理及心理兩大類，且大多數是可以治療的。常見的生理性病因包括糖尿病、腎病、慢性酗酒、多發性硬化症、動脈粥樣硬化、血管疾病（包括動脈性和靜脈性勃起功能障礙），約70％的勃起功能障礙病例伴有神經系統問題，一些治療疾病的藥物可能會引致勃起功能障礙，比如鋰鹽和帕罗西汀。
勃起功能障礙與文化上的支配力、成功和男性氣質密切相關，因此它有可能會產生嚴重的心理後果，包括羞恥感、失落感、無力感。人們常在此事上保持沉默，且不願談論它。事實上，大約1/10的男性會在生命的某個階段經歷勃起問題。

### 陰莖異常勃起
陰莖異常勃起是一種令人痛苦的異常狀態，當事人的陰莖儘管沒有任何的生心理刺激，但仍無法回復至疲軟狀態。

### 低睾酮血症
这是一种因睾酮水平低下而导致的疾病。睾酮是男性体内重要的性激素，对维持男性性功能等诸多生理功能有着关键作用。病因主要包括下丘脑 - 垂体疾病影响睾酮的合成与分泌，如垂体瘤等疾病可能干扰激素的正常调节；另外，一些先天性疾病导致的睾酮合成障碍也会引发。这种疾病会使患者出现勃起功能减退，同时还伴有性欲下降、肌肉量减少、乏力、情绪低落等症状。由于睾酮水平不足，对阴茎海绵体平滑肌的刺激减弱，从而影响勃起的启动和维持。

## 人類以外的動物

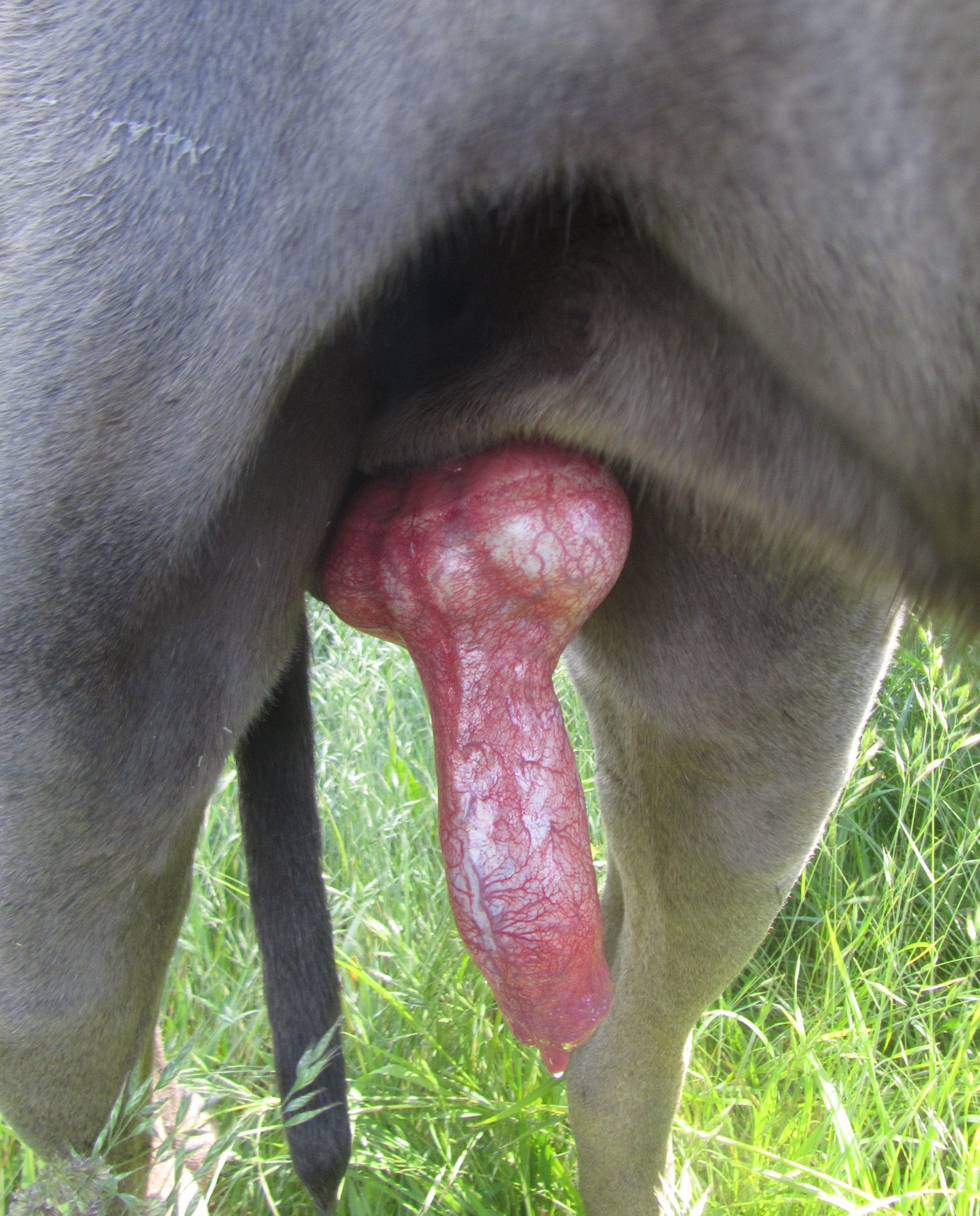
大丹犬勃起的陰莖，底部的球體構造為龜頭球

犬科動物的陰莖不會在交配前勃起，而其能夠順利交配跟雌性的原因在於陰莖內含一根多種有胎盤哺乳動物皆擁有的陰莖骨。雄性在其陰莖接合後一般會緊緊抓住交配對象，並更快地把陰莖推進去，而陰莖正是在這段期間變大。不同於人類通常在性交前就已勃起。
象的陰莖在勃起時呈S形，尿道口則呈Y形。
公牛的陰莖勃起組織很少，所以勃起後大小幾乎沒有改變。疲軟時陰莖非常堅硬，勃起後變得更為堅硬。勃起不會對陰莖的突出產生太大影響，影響較大的反是陰莖後拉肌的放鬆及乙状结肠的伸直。
雄性馬島長尾狸貓的陰莖在勃起時能夠到達前腿之間。

### 書籍
- Jimmy D. Neill. . Academic Press. 2005. ISBN 978-0125154000.
- Алан Грегуар; Джон П. . Медицина. 2000  [2019-04-14]. ISBN 5-225-00609-4. （原始内容存档于2014-07-14）.
- Ульянова И. И. . РИПОЛ Классик. 2009: 231. ISBN 978-5-386-01072-0.
- Мастерc У.; Джонсон В.; Колодни Р. . Мир. 1998: 721. ISBN 5-03-003223-1.
- Mulhall J. P.; Incrocci L.; Goldstein I.; Rosen, R. . Humana Press. 2011: 802.
- Пушкарь Д. Ю.; Верткин А. Л.  (PDF). МЕДпресс-информ. 2005: 144  [2019-04-14]. ISBN 5-98322-108-6. （原始内容存档 (PDF)于2022-10-19）.
- Исаев, Дмитрий Дмитриевич. . Продление жизни. 2002. ISBN 5-7654-1236-X.
- Свядощ, Абрам Моисеевич. . 1974  [2019-04-14]. ISBN 5-376-01127-5. （原始内容存档于2022-10-09）.